# زبان اشاره اماراتی
زبان اشاره اماراتی زبان اشاره‌ای است که توسط ناشنوایان و کم شنوایان در امارات متحده عربی استفاده می‌شود.